# Álvaro Torres Durango
Álvaro Iván Torres Durango (Valencia, 24 de marzo de 1987 - San Cristóbal, 1 de agosto de 2014) fue un ciclista profesional venezolano.
Participó en la Vuelta al Táchira, y otras competencias nacionales.

## Palmarés
2007
- 1º en 1ª etapa Vuelta a Sucre  Venezuela
- 3º en 6ª etapa parte B Vuelta a Sucre, Cumanacoa  Venezuela

2008
- 3º en Clasificación General Final Clásico Pedro Infante Venezuela
- 1º en 1ª etapa Clásico Ciclístico Batalla de Carabobo Venezuela
- 2º en 2ª etapa Clásico Ciclístico Batalla de Carabobo  Venezuela
- 1º en Clasificación General Final Clásico Ciclístico Batalla de Carabobo Carabobo Venezuela

2009
- 3º en 2ª etapa Vuelta al Táchira, Acarigua (Portuguesa) Venezuela
- 5º en Clásico Ciudad de Valencia, Valencia  Venezuela
- 3º en Campeonato de Venezuela de Ciclismo en Ruta, Ruta, Barquisimeto  Venezuela
- 8º en Campeonato de Venezuela de Ciclismo en Ruta, Ruta, Elite, Barquisimeto  Venezuela

2010
- 1º en 1ª etapa Vuelta al Táchira  Venezuela

2012
- 3º en Clásico Gobernación de Anzoátegui, Puerto La Cruz  Venezuela

2013
- 1º en Clásico Ciudad de Valencia, Valencia  Venezuela
- 5º en 7ª etapa Vuelta a Venezuela, Barquisimeto  Venezuela

2014
- 5º en 1ª etapa Vuelta al Táchira, Barinitas  Venezuela

## Equipos
- 2007  Gobernación de Carabobo
- 2014  Gobernación del Táchira - IDT - Concafé